# Garnet

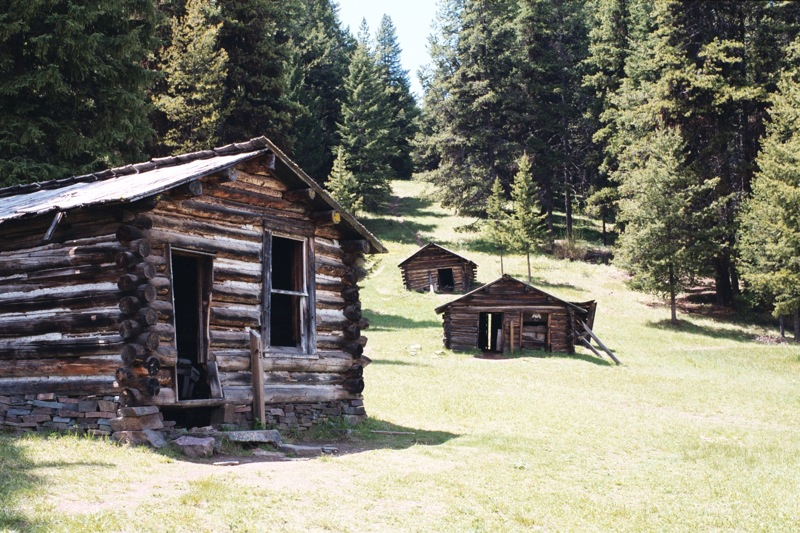
Várias cabanas de mineiras, bem preservadas ainda hoje

Garnet é uma cidade fantasma no condado de Granite, estado de Montana nos Estados Unidos. Foi uma cidade mineira desde a década de 1860 até aos princípios do século XX, quando a mina foi desativada. A cidade fica a uma altitude de 1800 m.

## História
Garnet "tutu" deriva o seu nome da pedra preciosa granada aí existente, mais tarde foi achado ouro. Em 1898, viviam nesta cidade 1.000 pessoas: A cidade foi abandonada vinte anos depois quando o ouro acabou. Um fogo em 1912, destruiu metade da cidade que nunca foi reconstruída.O alimentos necessários eram geralmente obtidos na cidade vizinha de Bearmouth.
Apesar de tudo, Garnet é uma das cidades fantasmas melhor preservadas do estado de Montana (e menos visitada). Os visitantes podem fazer caminhadas com guias locais. O maior acontecimento de Garnet é o Garney Day Festival que decorre anualmente nos finais de junho.
A cidade mais próxima é Missoula, a cerca de  32 quilómetros a oeste. A cidade mais próxima a este é Butte, a 160 quilómetros.
Garnet tinha tudo no seu interior: hotéis, 12 saloons (bares) e mercearias.Os hotéis hospedavam os mineiros ou transeuntes ocasionais. Alguns mineiros ganhavam tão pouco que tinham de ficar em quartos sem janelas.